# Місія краса
«Місія:краса» – це перше українське шоу перевтілень власного формату каналу «Україна», в якому беруть участь пари – чоловік і жінка, чиї тривалі стосунки під впливом часу та побутових проблем втратили пристрасть і романтику, де один з партнерів хоче змінити себе, свою другу половинку та життя на краще.

## Про телешоу
Новий проект - це перше українське шоу перетворень, в якому беруть участь пари - чоловік і жінка.
Так, в зйомках взяли участь подружні пари різних вікових категорій - від 22 до 60 років. "Місія: краса" допомагає учасникам перевтілитися і змінити свій образ, а також ставлення до самих себе і своїх половинок.
«Місія:краса» не вдається до пластичної хірургії та не виснажує героїв дієтами, оскільки команда проекту переконана – все, що потрібно для краси та щастя, вже є всередині нас.
Окрім того, шоу руйнує стереотип, згідно з яким догляд за своєю зовнішністю – «сором для справжнього мужика» .

## Другий сезон
У другому сезоні глядачі спостерігали за перевтіленням знахаря, який йде в президенти, пари, яка бере речі на смітнику, художниці-реставратора, яка має четверо дітей, військовополоненим, який боїться втратити дружину через протези, а також за прагненням літньої пари залишатися молодимі 
Другий сезон також здивує червоною доріжкою, інтернаціональними парами, зворушливими пропозиціями руки і серця та навіть балетом в стилі Гетсбі.